# Акалат сіробровий
Акала́т сіробровий (Sheppardia gunningi) — вид горобцеподібних птахів родини мухоловкових (Muscicapidae). Мешкає в Східній Африці. Вид названий на честь голландського зоолога Яна Віллема Будевейна Ганнінга.

## Опис
Довжина птаха становить 11-12 см. Верхня частина тіла коричнева, покривні пера крил мають синюватий відтінок. Перед очима невеликі сірі плями. Горло і груди оранжеві, живіт і боки білуваті.

## Підвиди
Виділяють чотири підвиди:
- S. g. sokokensis (Van Someren, 1921) — прибережні райони на південному сході Кенії і на північному сході Танзанії;
- S. g. alticola Fjeldså, Roy & Kiure, 2000 — східна Танзанія (гори Нгуу);
- S. g. bensoni Kinnear, 1938 — північний захід Малаві;
- S. g. gunningi Haagner, 1909 — центральний Мозамбік.

## Поширення і екологія
Сіроброві акалати мешкають в Кенії, Танзанії, Малаві і Мозамбіку. Вони живуть у вологих і сухих тропічних лісах, в рідколіссях та у вторинних заростях, на висоті до 1750 м над рівнем моря. Живляться переважно комахами, а також ягодами і насінням.

## Збереження
МСОП класифікує стан збереження цього виду як близький до загрозливого. За оцінками дослідників, популяція сіробрових акалатів становить від 15 до 30 тисяч птахів. Їм загрожує знищення природного середовища.